# Severed Survival
Severed Survival – pierwszy album amerykańskiej grupy muzycznej Autopsy. Wydawnictwo ukazało się 24 kwietnia 1989 roku nakładem Peaceville Records.

## Lista utworów
Nieopisane utwory autorstwa Chrisa Reiferta.
1. "Charred Remains" – 3:40
2. "Service for a Vacant Coffin" (Cutler, Reifert) – 2:51
3. "Disembowel" (Cutler, Reifert) – 4:05
4. "Gasping for Air" (Cutler) – 3:20
5. "Ridden with Disease" – 4:53
6. "Pagan Saviour" – 4:10
7. " Impending Dread" (Cutler, Reifert) – 4:46
8. "Severed Survival" – 3:28
9. "Critical Madness" – 4:32
10. "Embalmed" (Cutler, Reifert) – 3:02
11. "Stillborn" (tylko wersja CD) – 2:48

## Twórcy
- Chris Reifert – śpiew, perkusja
- Danny Coralles – gitara elektryczna
- Eric Cutler – gitara elektryczna
- Steve DiGiorgio – gitara basowa

- Kent Mathieu - okładka
- Kev Walker - alternatywna okładka